# Большой город (журнал)
«Большо́й го́род» — иллюстрированный журнал, посвящённый жизни Москвы. Выходил в 2002—2014 годах в печатном виде, с 2011 года выходит как интернет-издание.

## История
Журнал «Большой город» издавался в 2002—2014 годах. До 2010 года — издательским домом «Афиша».
Изначально журнал был чёрно-белым, с номера 127 (2 февраля 2005 года) выходил в цвете.
В 2007 году главным редактором журнала стал Филипп Дзядко.
С 2010 года журнал «Большой город» входил в состав медиахолдинга «Дождь», принадлежавшего Александру Винокурову и Наталье Синдеевой.
В сентябре 2011 года был перезапущен сайт, журнал стал интернет-изданием. Главным редактором сайта bg.ru работала Екатерина Кронгауз. В октябре 2012 сайт снова перезапустили.
В июне 2012 года был уволен главный редактор журнала Филипп Дзядко.
В апреле 2013 года была уволена редакция сайта «Большого города» вместе с главным редактором Екатериной Кронгауз.
В июне 2013 в связи с резким сокращением финансирования редакция журнала и главный редактор Алексей Мунипов покинули журнал.
В феврале 2014 года инвестор журнала Александр Винокуров принял решение прекратить выпуск печатной версии журнала, по его словам, это решение отчасти связано с отключением кабельными операторами вещания телеканала «Дождь». По утверждению сотрудников, причины провала журнала находились в совершенно иной области.
Последние обновления на сайте издания датируются 22 марта 2016 года.
12 апреля 2022 года ООО «Креатив Медиа» (компания-издатель The Village, Wonderzine и Spletnik.ru) объявило о перезапуске сайта «Большой Город». Проект возглавила Лена Бабушкина, издатель The Village Екатеринбург в 2017—2021 годах.

## Распространение
До 2009 года распространялся бесплатно в кафе, магазинах, клубах, кинотеатрах и так далее. Имеется вариант распространения по подписке. Тогда журнал входил в ИД «Афиша».
С 2009 года продавался в местах продажи прессы.
С декабря 2010 года, после покупки журнала медиахолдингом «Дождь» (в который входит телеканал «Дождь»), снова распространялся бесплатно.
Необходимость такой сделки редактор журнала Филипп Дзядко объяснил следующим образом:

В ИД «Афиша» есть два журнала — «Афиша» и «Большой город». Поскольку у нашей редакции есть убеждение, что «БГ» нужно делать более городским журналом, а один московский журнал — «Афиша» — в издательском доме уже есть, то возникает ситуация какой-то ненужной конкуренции. Когда разговор зашёл о том, что нужно сменить издателя, было несколько вариантов на место инвестора. А поскольку я уже некоторое время сотрудничаю с «Дождём» и общаюсь с Натальей, было очевидно, что это для нас самый подходящий вариант.— Филипп Дзядко, главный редактор
Журнал распространялся в Москве, Нижнем Новгороде, Самаре, Ростове-на-Дону, Екатеринбурге, Новосибирске, Санкт-Петербурге.

## Редакторы
- С 1 по 70 номер (19 сентября 2003 года) — Сергей Мостовщиков;
- С номера 71 по 107 (16 июля 2004 года) — Олег Алямов;
- С номера 108 (20 августа 2004 года) по 192 (10 октября 2007 года) — Алексей Казаков.
- С октября 2007 года по июнь 2012 года — Филипп Дзядко.
- С июня 2012 года по июнь 2013 года — Алексей Мунипов.
- С 24 июня 2013 года по 12 марта 2014 года — Ксения Чудинова[16].
- С сентября 2014 года по декабрь 2014 года — Константин Гаазе[17][18].
- С декабря 2014 года по октябрь 2015 года — Ольга Шамина[19].
- С октября 2015 года по 2016 год — Кирилл Петров[20].
- С 12 апреля 2022 года — Елена Бабушкина.